# Ekonomismus
Ekonomismus je termín používaný k popisu ekonomického redukcionismu, který ekonomiku považuje za hlavní faktor společnosti a redukuje (odmítá) v ní potenciální sociální, etické a jiné synergické vazby. Je považován za vedlejší efekt neoklasické ekonomiky.
V užším smyslu, používaném mezi lety 1894–1902 za carského Ruska, byl ekonomismus politickým postojem, že problematika dělnické třídy by měla být řešena zlepšováním jejích životních podmínek a ne prostřednictvím politických reforem – tehdejším národním oportunismem.
První výskyt tohoto termínu se datuje z roku 1915. Neměl by být zaměňován s ekonomickým determinismem, který říká, že lidské rozhodování a psychika je řízena měřitelnými ekonomickými faktory.

## Charakteristika
- nejdůležitějším prvkem každého státu je jeho ekonomika (její síla odráží význam dané země)
- ekonomickým zájmům musí ustoupit vše ostatní
- víra v neviditelnou ruku trhu a to, že trh (a zákony nabídky a poptávky) vše vyřeší
- přístup laissez faire
- minimální nebo žádná kontrola či regulace trhů státem
- stát by neměl s ekonomickými subjekty soupeřit či být jakkoli v opozici ale naopak jim vytvořit nejlepší podmínky
- člověk je vnímán jako „pracovní jednotka“ – jeho cena je taková, jak moc může přispět ekonomice (podobnou myšlenku zastává korporativismus)
- nejvyšším cílem je (krátkodobý) ekonomický růst – ostatní faktory (udržitelnost, štěstí, kultura, tradice, kvalitní život, ekologie, …) jsou podřadné

## Kritika
Kritici ekonomismus mají za příliš zjednodušující doktrínu či dogma, ignorující vlivy, které podle nich nemohou být zanedbány. Termín byl hojně používán v marxistických rozpravách od Leninovy kritiky Karla Kautskyho. Karl Marx v Kapitálu tvrdil, že vzdání se systému tvorby cen a soupeření o nejlepší nabídky (pouze na základě trhu) povede k systematické opresi (kritika komoditního fetišismu), což jsou v obou případech hodnoty, které ekonomismus vyznává.
Charles Bettelheim tento termín používá jako kritiku neoliberalismu. Americký kritik Albert Jay Nock ze strany Old Right pomocí ekonomismu kritizuje tuto morální a společenskou filosofii, která podle jeho slov „interpretuje lidský život v pojmech jako produkce, nabývání majetku a distribuce bohatství“. Josef Alois Schumpeter argumentuje, že hodnoty ekonomismu nakonec ztratí podporu veřejnosti, Jay Nock dokonce tvrdí, že budou faktorem zániku západní společnosti, jak ji známe.